# Wiktor Thommée
Wiktor Thommée (30. prosince 1881 – 13. listopadu 1962) byl polský generál.
Narodil se v roce 1881. V roce 1901 se přihlásil do důstojnické školy v Petrohradě. Bojoval v rusko-japonské válce. V letech 1912 až 1914 studoval na Akademii generálního štábu. Po získání nezávislosti Polska vstoupil do Polské armády. V polsko-sovětské válce velel brigádě. Roku 1922 byl povýšen na plukovníka. V následujícím roce se stal brigádním generálem. Po válce se roku 1947 vrátil do Polska. Zemřel v roce 1962 ve Varšavě. V lednu 1964 byl posmrtně povýšen na divizního generála.